# Byron Scott
Byron Anton Scott (Ogden, 28 de março de 1961) é um ex-jogador e ex-treinador de basquetebol profissional norte-americano.